# 丹尼斯·库西尼奇
丹尼斯·约翰·库西尼奇（英語：Dennis John Kucinich，1946年10月8日—），美国政治家，美国民主党成员，美国众议院议员，曾任克利夫兰市长，曾分別角逐2004和2008年總統民主黨候选人提名，但都因支持不足而退出。